# Constitution russe de 1918
Constitution de 1925 (URSS)
La Constitution russe de 1918, ou Constitution de la République socialiste fédérative soviétique de Russie de 1918, fut la Constitution de la République socialiste fédérative soviétique de Russie (RSFSR) de 1918 à 1925, date à laquelle fut adoptée une nouvelle Constitution ; la Constitution de 1925 prenait acte d'une part du Traité d'union signé en 1922 et qui établissait l'URSS, et d'autre part de la Constitution de l'URSS adoptée en 1923. Le texte définit la base juridique du régime qui a pris le pouvoir lors de la révolution russe de 1917.

## Historique
Cette constitution fut adoptée par le cinquième Congrès panrusse des Soviets, le 10 juillet 1918.

## Analyse
La Constitution précise aussi que sous la direction des bolchéviques, les travailleurs forment une alliance politique avec les paysans. Cette Constitution donne d'importantes garanties en matière d'égalité des droits aux travailleurs et aux paysans, mais refuse en revanche tout droit politique – notamment de participation aux élections de soviets – aux groupes sociaux qui s'opposent au nouveau gouvernement ou soutiennent ou ont soutenu les Armées blanches lors de la guerre civile de 1918-21.
Le pouvoir suprême est attribué au Congrès des Soviets, qui est constitué de représentants des soviets locaux de l'ensemble de la Russie. Le comité directeur du Congrès des Soviets — connu sous le nom de Comité Central Exécutif — agit en tant qu'« organe suprême du pouvoir » entre les sessions du congrès et en tant que président collectif de l'État.
La Constitution établit le Conseil des commissaires du peuple (Sovet narodnykh kommissarov-Sovnarkom) en tant que bras administratif du jeune gouvernement et définit ses responsabilités comme l'« administration générale des affaires de l'État » (le Sovnarkom exerce de fait l'autorité gouvernementale de novembre 1917 jusqu'à l'adoption de la constitution de 1918).
Henri Arvon déclare que cette constitution ne fut jamais appliquée de facto, car le parti communiste bolchevik imposa son monopole politique en 1918, en contradiction avec le texte. Il rajoute que cette constitution est mineure : dans l'Histoire officielle du Parti communiste, à peine deux lignes y sont consacrées.